# Tony Awards 1981
Die Verleihung der 35. Tony Awards 1981 (35th Annual Tony Awards) fand am 7. Juni 1981 im Mark Hellinger Theatre in New York City statt. Moderatoren der Veranstaltung waren Ellen Burstyn und Richard Chamberlain, als Laudatoren fungierten Jane Alexander, Lucie Arnaz, Beatrice Arthur, Lauren Bacall, Zoe Caldwell, Diahann Carroll, Nell Carter, Colleen Dewhurst, José Ferrer, Phyllis Frelich, Julie Harris, Helen Hayes, Celeste Holm, Lena Horne, Judith Jamison, Marjorie Bradley Kellogg, Angela Lansbury, Jane Lapotaire, Michael Learned, Priscilla Lopez, Patti LuPone, Andrea McArdle, Carolyn Mignini, Ann Miller, Tharon Musser, Patricia Neal, Carole Bayer Sager, Ntozake Shange, Meryl Streep, Elizabeth Taylor, Lynne Thigpen, Mary Catherine Wright und Patricia Zipprodt. Motto der Zeremonie war Women's Achievements in the Theatre. Ausgezeichnet wurden Theaterstücke und Musicals der Saison 1980/81, die am Broadway ihre Erstaufführung hatten. Die Preisverleihung wurde von Columbia Broadcasting System im Fernsehen übertragen.

## Hintergrund
Die Antoinette Perry Awards for Excellence in Theatre, oder besser bekannt als Tony Awards, werden seit 1947 jährlich in zahlreichen Kategorien für herausragende Leistungen bei Broadway-Produktionen und -Aufführungen der letzten Theatersaison vergeben. Zusätzlich werden verschiedene Sonderpreise, z. B. der Regional Theatre Tony Award, verliehen. Benannt ist die Auszeichnung nach Antoinette Perry. Sie war 1940 Mitbegründerin des wiederbelebten und überarbeiteten American Theatre Wing (ATW). Die Preise wurden nach ihrem Tod im Jahr 1946 vom ATW zu ihrem Gedenken gestiftet und werden bei einer jährlichen Zeremonie in New York City überreicht.

## Gewinner und Nominierte

### Theaterstücke
| Kategorie                            | Preisträger    | Theaterstück                             | Nominierungen |
| Bestes Theaterstück                  | Peter Shaffer  | Amadeus                                  | - A Lesson from Aloes – Athol Fugard - A Life – Hugh Leonard - Fifth of July – Lanford Wilson                                                              |
| Bester Hauptdarsteller Theaterstück  | Ian McKellen   | Amadeus als Antonio Salieri              | - Tim Curry – Amadeus as Wolfgang Amadeus Mozart - Roy Dotrice – A Life as Drumm - Jack Weston – The Floating Light Bulb as Jerry Wexler                   |
| Beste Hauptdarstellerin Theaterstück | Jane Lapotaire | Piaf als Edith Piaf                      | - Glenda Jackson in Rose als Rose - Eva Le Gallienne in To Grandmother's House We Go als Grandie - Elizabeth Taylor in The Little Foxes als Regina Giddens |
| Bester Nebendarsteller Theaterstück  | Brian Backer   | The Floating Light Bulb als Paul Pollack | - Tom Aldredge in The Little Foxes als Horace Giddens - Adam Redfield in A Life als Desmond - Shepperd Strudwick in To Grandmother's House We Go als Jared |
| Beste Nebendarstellerin Theaterstück | Swoosie Kurtz  | Fifth of July als Gwen Landis            | - Maureen Stapleton in The Little Foxes als Birdie Hubbard - Jessica Tandy in Rose als Mother - Zoë Wanamaker in Piaf als Toine                            |
| Beste Theaterregie                   | Peter Hall     | Amadeus                                  | - Peter Coe – A Life - Marshall W. Mason – Fifth of July - Austin Pendleton – The Little Foxes                                                             |

### Musicals
| Kategorie                       | Preisträger                                  | Musical                                          | Nominierungen |
| Bestes Musical                  | 42nd Street                                  | 42nd Street                                      | - Sophisticated Ladies - Tintypes - Woman of the Year |
| Bester Hauptdarsteller Musical  | Kevin Kline                                  | The Pirates of Penzance als The Pirate King      | - Gregory Hines in Sophisticated Ladies als Performer - George Rose in The Pirates of Penzance als Major-General - Martin Vidnovic in Brigadoon als Tommy Albright                               |
| Beste Hauptdarstellerin Musical | Lauren Bacall                                | Woman of the Year als Tess Harding               | - Meg Bussert in Brigadoon als Fiona MacLaren - Chita Rivera in Bring Back Birdie als Rosie Alvarez - Linda Ronstadt in The Pirates of Penzance als Mabel                                        |
| Bester Nebendarsteller Musical  | Hinton Battle                                | Sophisticated Ladies als Verschiedene Charaktere | - Tony Azito in The Pirates of Penzance als Sergeant of Police - Lee Roy Reams in 42nd Street als Billy Lawlor - Paxton Whitehead in Camelot als King Pellinore                                  |
| Beste Nebendarstellerin Musical | Marilyn Cooper                               | Woman of the Year als Jan Donovan                | - Phyllis Hyman in Sophisticated Ladies als Verschiedene Charaktere - Wanda Richert in 42nd Street als Peggy Sawyer - Lynne Thigpen in Tintypes als Sussanah                                     |
| Bestes Musicallibretto          | Peter Stone                                  | Woman of the Year                                | - Michael Stewart und Mark Bramble – 42nd Street - Monty Norman und Julian More – The Moony Shapiro Songbook - Mary Kyte – Tintypes                                                              |
| Beste Originalmusik             | John Kander (Musik) und Fred Ebb (Liedtexte) | Woman of the Year                                | - Charlie and Algernon – Charles Strouse (Musik) und David Rogers (Liedtexte) - Copperfield – Al Kasha und Joel Hirschhorn (Musik und Liedtexte) - Shakespeare's Cabaret – Lance Mulcahy (Musik) |
| Beste Musicalregie              | Wilford Leach                                | The Pirates of Penzance                          | - Gower Champion – 42nd Street - Robert Moore – Woman of the Year - Michael Smuin – Sophisticated Ladies                                                                                         |

### Theaterstücke oder Musicals
| Kategorie            | Preisträger             | Theaterstück bzw. Musical | Nominierungen |
| Bestes Bühnenbild    | John Bury               | Amadeus                   | - John Lee Beatty – Fifth of July - Santo Loquasto – The Suicide - David Mitchell – Can-Can                                                   |
| Beste Choreographie  | Gower Champion          | 42nd Street               | - Graciela Daniele – The Pirates of Penzance - Henry LeTang, Donald McKayle und Michael Smuin – Sophisticated Ladies - Roland Petit – Can-Can |
| Beste Kostüme        | Willa Kim               | Sophisticated Ladies      | - Theoni V. Aldredge – 42nd Street - John Bury – Amadeus - Franca Squarciapino – Can-Can                                                      |
| Bestes Lichtdesign   | John Bury               | Amadeus                   | - Tharon Musser – 42nd Street - Dennis Parichy – Fifth of July - Jennifer Tipton – Sophisticated Ladies                                       |
| Beste Wiederaufnahme | The Pirates of Penzance | The Pirates of Penzance   | - Brigadoon - Camelot - The Little Foxes |

### Sonderpreise (ohne Wettbewerb)
| Kategorie              | Preisträger                                                | Grund der Preisverleihung              |
| Regional Theatre Award | Trinity Square Repertory Company, Providence, Rhode Island |                                        |
| Special Tony Award     | Lena Horne                                                 | Für Lena Horne: The Lady and Her Music |

## Statistik

### Mehrfache Nominierungen
- 8 Nominierungen: 42nd Street und Sophisticated Ladies
- 7 Nominierungen: Amadeus und The Pirates of Penzance
- 6 Nominierungen: Woman of the Year
- 5 Nominierungen: Fifth of July und The Little Foxes
- 4 Nominierungen: A Life
- 3 Nominierungen: Brigadoon, Can-Can und Tintypes
- 2 Nominierungen: Camelot, The Floating Light Bulb, Piaf, Rose und To Grandmother's House We Go

### Mehrfache Gewinne
- 5 Gewinne: Amadeus
- 4 Gewinne: Woman of the Year
- 3 Gewinne: The Pirates of Penzance
- 2 Gewinne: 42nd Street und Sophisticated Ladies